# Campionati del mondo di ciclismo su pista 2020 - Velocità a squadre femminile
La gara di velocità a squadre femminile ai Campionati del mondo di ciclismo su pista 2020 si è svolta il 26 febbraio 2020.

## Podio
| Pos.    | Atleta    | Nazionalità                               |
| ------- | --------- | ----------------------------------------- |
| Oro     | Germania  | Pauline Grabosch Emma Hinze Lea Friedrich |
| Argento | Australia | Kaarle McCulloch Stephanie Morton         |
| Bronzo  | Cina      | Chen Feifei Zhong Tianshi                 |

## Risultati

### Qualificazioni
I migliori 8 tempi si qualificano per il primo turno.
| Posizione | Nazione       | Atlete                              | Tempo  | Gap    | Note |
| --------- | ------------- | ----------------------------------- | ------ | ------ | ---- |
| 1         | Russia        | Daria Shmeleva Anastasia Voynova    | 32.461 |        | Q    |
| 2         | Cina          | Chen Feifei Zhong Tianshi           | 32.580 | +0.119 | Q    |
| 3         | Australia     | Kaarle McCulloch Stephanie Morton   | 32.696 | +0.235 | Q    |
| 4         | Canada        | Lauriane Genest Kelsey Mitchell     | 32.829 | +0.368 | Q    |
| 5         | Germania      | Pauline Grabosch Lea Friedrich      | 32.840 | +0.379 | Q    |
| 6         | Messico       | Jessica Salazar Daniela Gaxiola     | 32.923 | +0.462 | Q    |
| 7         | Paesi Bassi   | Kyra Lamberink Steffie van der Peet | 32.929 | +0.468 | Q    |
| 8         | Polonia       | Marlena Karwacka Urszula Łoś        | 32.953 | +0.492 | Q    |
| 9         | Lituania      | Miglė Marozaitė Simona Krupeckaitė  | 33.060 | +0.599 |      |
| 10        | Nuova Zelanda | Olivia Podmore Natasha Hansen       | 33.184 | +0.723 |      |
| 11        | Spagna        | Tania Calvo Helena Casas            | 33.816 | +1.355 |      |
| 12        | Colombia      | Juliana Gaviria Martha Bayona       | 33.826 | +1.365 |      |
| 13        | Corea del Sud | Kim Soo-hyun Lee Hye-jin            | 34.171 | +1.710 |      |
| 14        | Ucraina       | Olena Starikova Lyubov Basova       | 34.213 | +1.752 |      |
| 15        | Italia        | Miriam Vece Elena Bissolati         | 39.314 | +2.453 |      |

### Primo turno
I vincitori di ogni batteria si qualificano per le finali, i migliori 2 tempi a quella per l'oro.
| Posizione | Batteria | Nazione     | Atlete                              | Tempo  | Gap    | Note |
| --------- | -------- | ----------- | ----------------------------------- | ------ | ------ | ---- |
| 1         | 1        | Germania    | Pauline Grabosch Emma Hinze         | 32.265 |        | Q    |
| 2         | 1        | Canada      | Lauriane Genest Kelsey Mitchell     | 32.473 | +0.208 |      |
| 1         | 2        | Australia   | Kaarle McCulloch Stephanie Morton   | 32.353 |        | Q    |
| 2         | 2        | Messico     | Daniela Gaxiola Jessica Salazar     | 32.881 | +0.528 |      |
| 1         | 3        | Cina        | Chen Feifei Zhong Tianshi           | 32.403 |        | q    |
| 2         | 3        | Paesi Bassi | Kyra Lamberink Steffie van der Peet | 32.833 | +0.430 |      |
| 1         | 4        | Russia      | Daria Shmeleva Anastasia Voynova    | 32.415 |        | q    |
| 2         | 4        | Polonia     | Marlena Karwacka Urszula Łoś        | 32.838 | +0.423 |      |

### Finali
| Posizione            | Nazione   | Atlete                            | Tempo  | Gap    | Note |
| -------------------- | --------- | --------------------------------- | ------ | ------ | ---- |
| Finale per l'oro     |           |                                   |        |        |      |
| 1                    | Germania  | Pauline Grabosch Emma Hinze       | 32.163 |        |      |
| 2                    | Australia | Kaarle McCulloch Stephanie Morton | 32.384 | +0.221 |      |
| Finale per il bronzo |           |                                   |        |        |      |
| 3                    | Cina      | Chen Feifei Zhong Tianshi         | 32.371 |        |      |
| 4                    | Russia    | Daria Shmeleva Anastasia Voynova  | 32.466 | +0.095 |      |